# 월드 원
월드 원(영어: World One)는 인도 뭄바이에 위치한 76층짜리 초고층 건물이다. 이 건물은 285m로 인도에서 가장높은 마천루이다 원래 442m 117층 높이로 착공했으나 2020년 285m 76층 높이로 줄었다.

## 역사
인도의 부동산업체 로드하 디벨로퍼스가 2010년 6월 8일 발표하여 2010년 6월 착공하였으며, 당초 2014년 완공 예정으로 잡고 있었지만 공사가 예정보다 늦어져 2020년 완공됐다.

## 건설 비용
이 프로젝트를 수행하는 데에 약 4억 4000만 달러 정도가 소요될 것으로 보이며, 집 한 채당 가격은 약 163만 달러이다.

## 갤러리

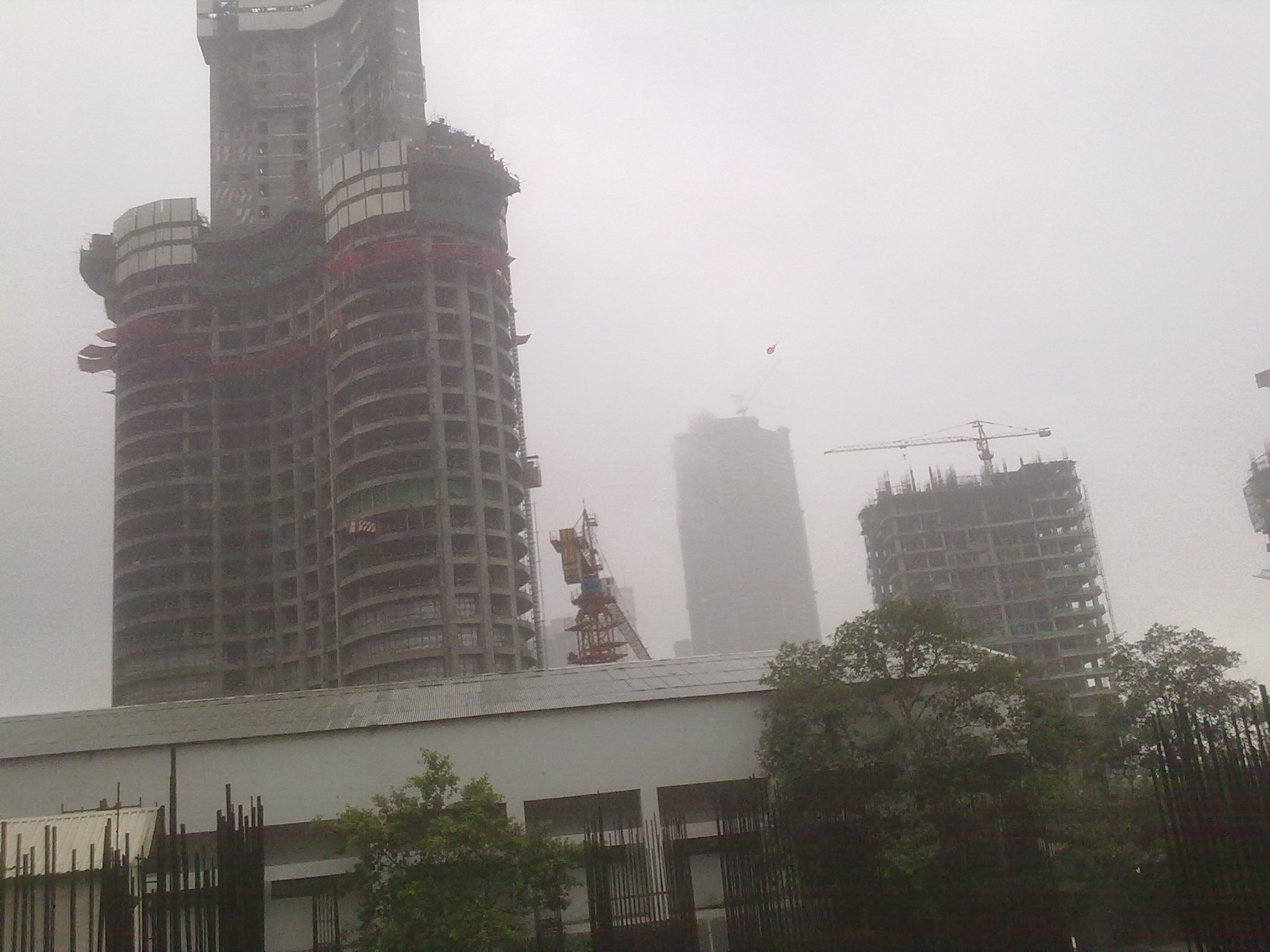
건설중인 월드 원
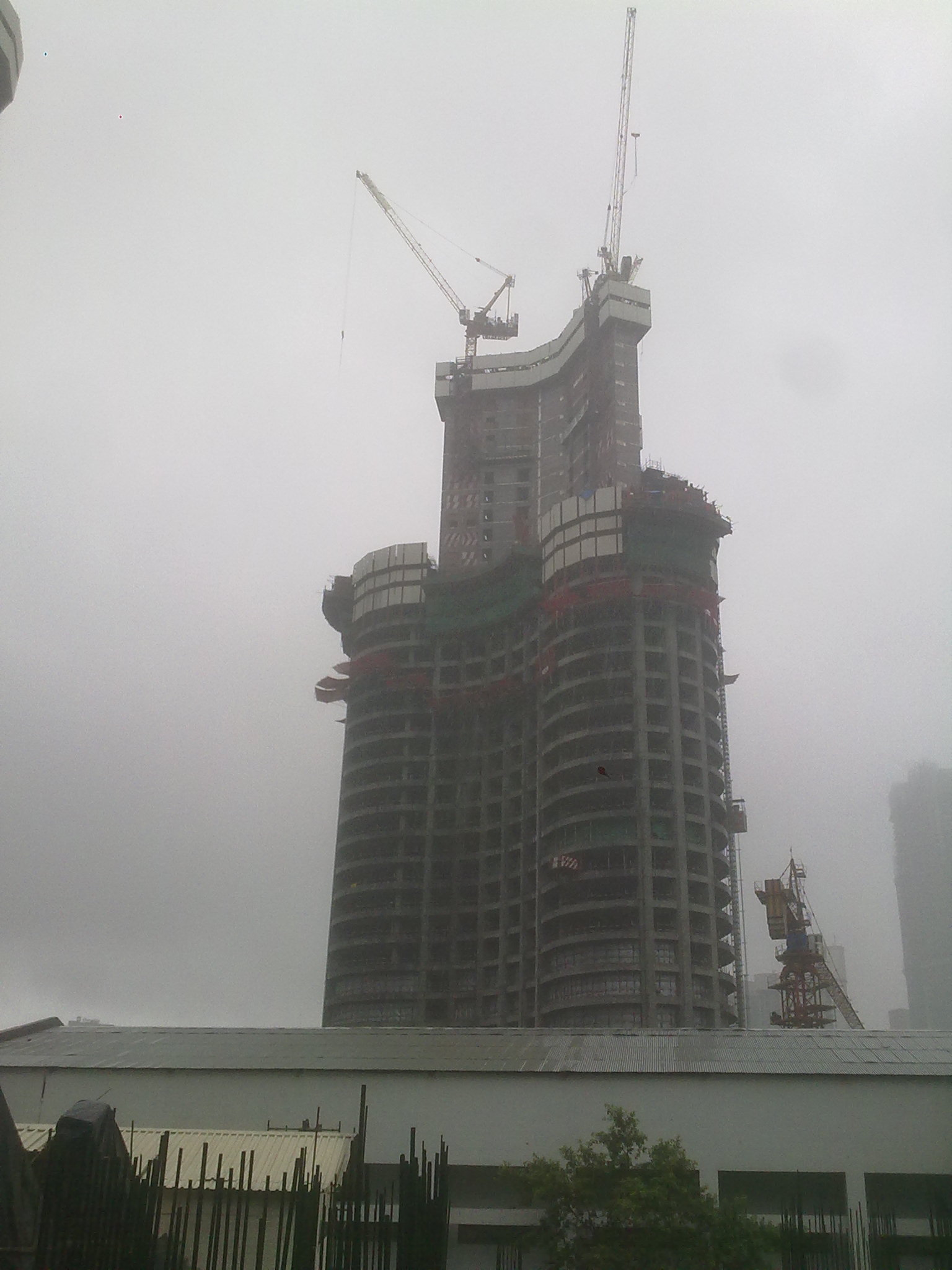
건설중인 월드 원
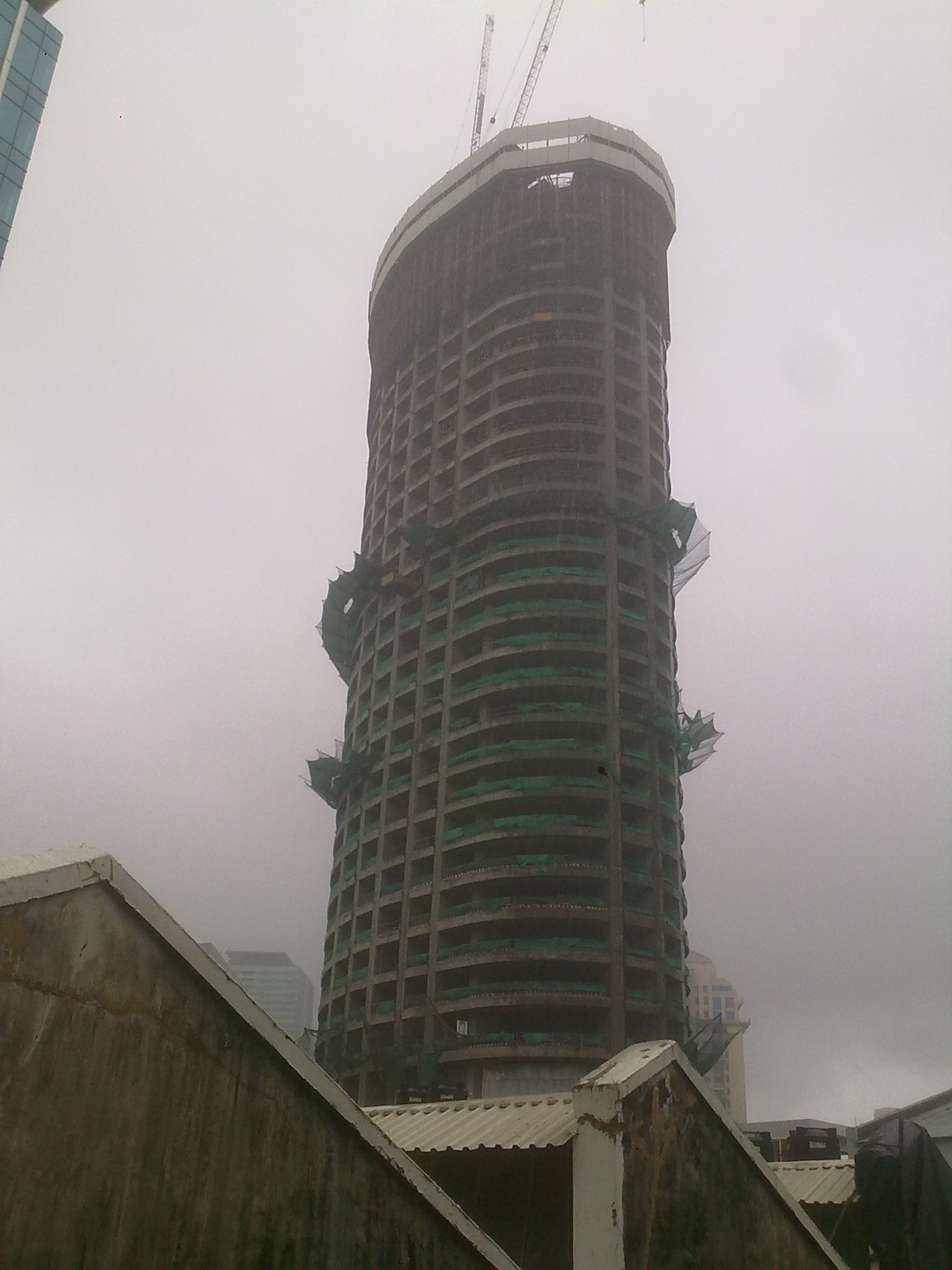
건설중인 월드 원
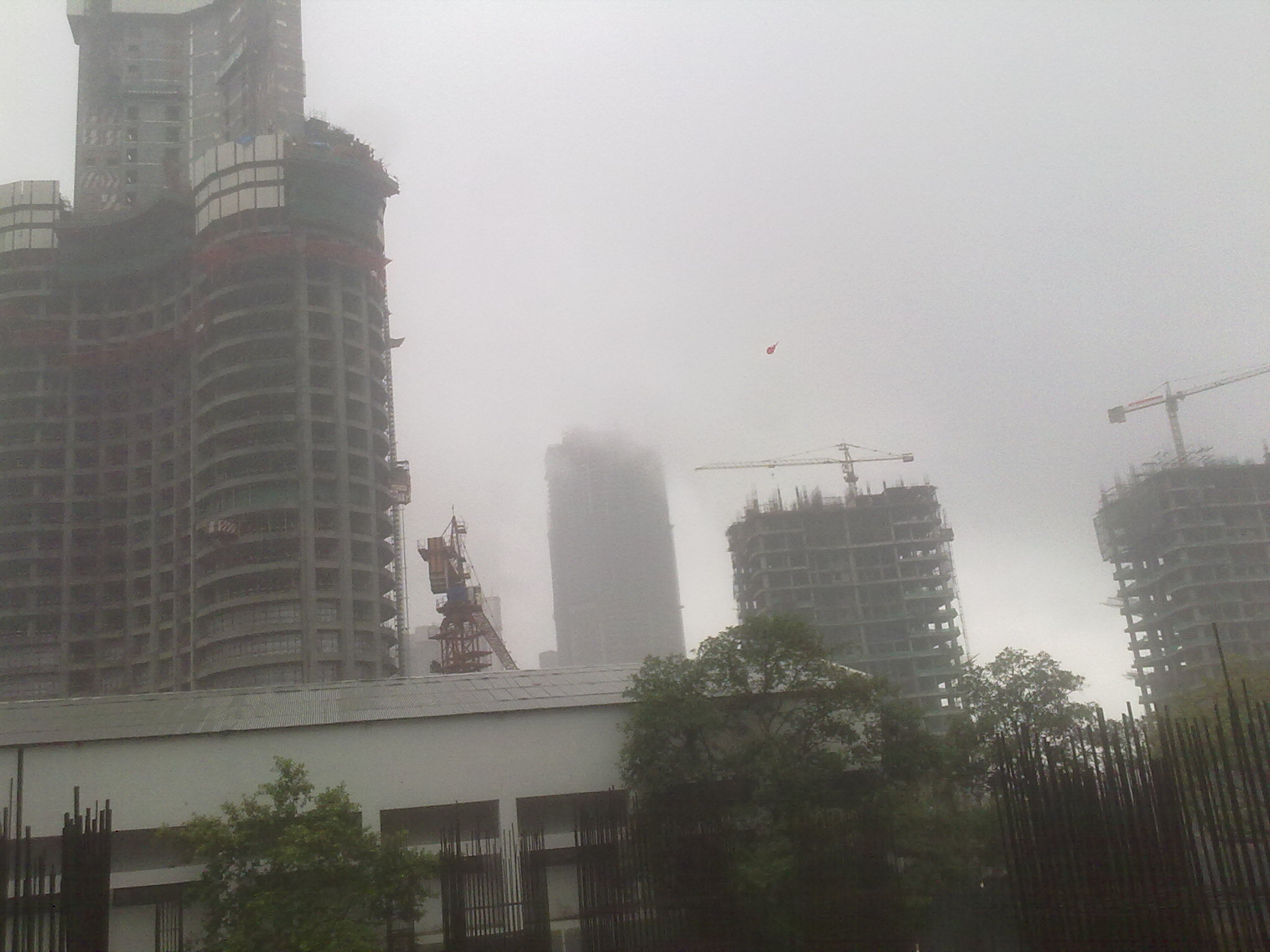
건설중인 월드 원
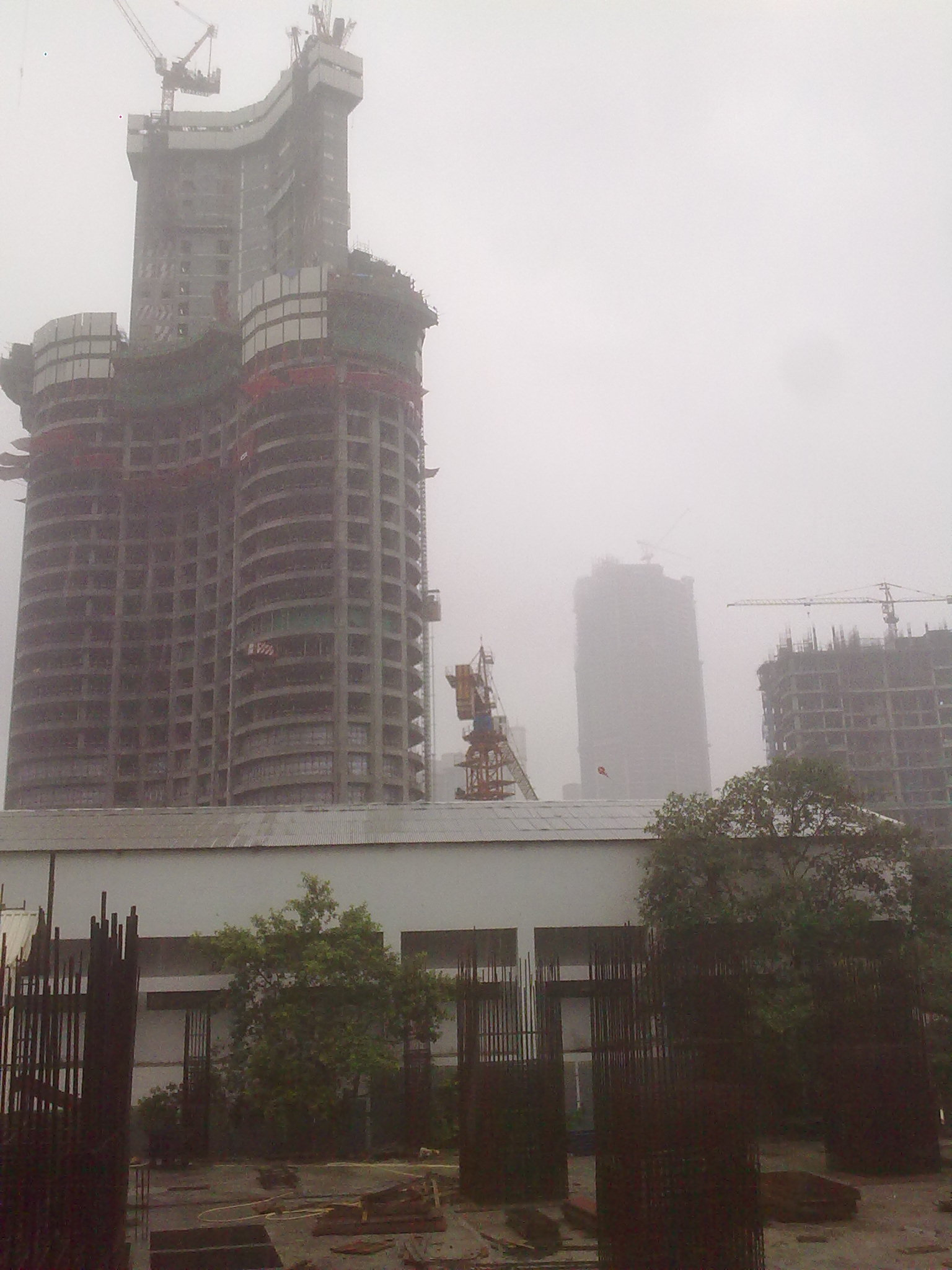
건설중인 월드 원

## 같이 보기
- 마천루 목록
- 인도의 마천루 목록
- 100층 이상의 마천루 목록
- Q1 타워 (호주에서 가장 높은 건물)